# Françoise Giroud

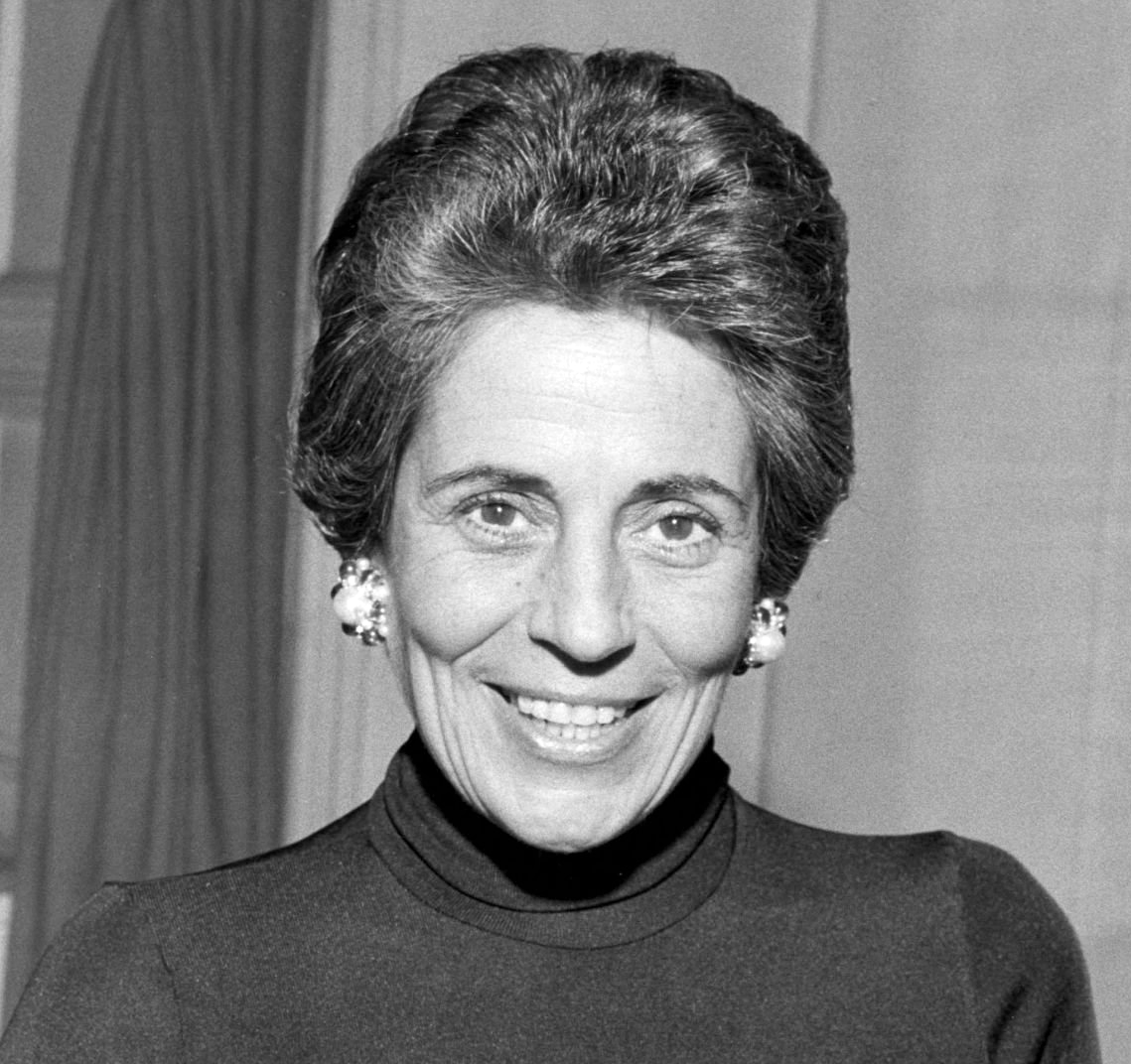
Françoise Giroud nel 1974.

Françoise Giroud (nata Lea France Gourdji; Losanna, 21 settembre 1916 – Neuilly-sur-Seine, 19 gennaio 2003) è stata una giornalista, politica e scrittrice francese.

## Biografia
Nacque in Svizzera da padre iracheno, Salih Gourdji, e da madre greca, Elda Farragi, ambedue di religione ebraica.
Cofondatrice del settimanale L'Express, dal 1974 fu nominata Segretario di Stato della condizione femminile, nel gabinetto di Jacques Chirac e dal 1976 fu Segretario di Stato della Cultura nel gabinetto di Raymond Barre.
Durante le elezioni amministrative del 1977 fu attaccata con veemenza per aver usurpato la médaille de la Résistance della quale era stata insignita sua sorella, deportata a Ravensbrück.

## Opere tradotte in italiano
- La nuova ondata: inchiesta sulla gioventù, trad. Giulia Veronese, Collana Cose d'oggi n.2, Bompiani, Milano, 1959, pp. 217.
- Parola mia: avvenimenti e retroscena della politica europea e mondiale nelle memorie della più grande giornalista francese vivente, direttrice dell'Express, conversazioni con Claude Glayman, trad. R. Mainardi, Collana Memorie Documenti Biografie, Garzanti, Milano, 1973, pp. 228.
- Marie Curie. Il primo Nobel di nome donna, trad. Annarita Caroli, Collana Biografie, Rizzoli, Milano, I ed. aprile 1982, pp. 288, 28 illustrazioni fuoritesto.
- Sui gradini del palazzo. Un romanzo (Le Bon Plaisir), trad. Adriana Dell'Orto, Collana La Scala, Rizzoli, Milano, I ed. marzo 1984, pp. 176.
- Alma Mahler o l'arte di essere amata, trad. M. Dean, Collana Memorie Documenti Biografie, Garzanti, Milano, 1989, ISBN 978-88-11-73997-5, pp. 200; Collana Gli Elefanti.Saggi, Garzanti, Milano, 1995.
- Françoise Giroud - Günter Grass, Quale Europa. Prefazione di Giorgio Napolitano, Collana Primo Piano, Lucarini, 1990, pp. 145.
- Jenny Marx o la moglie del diavolo, trad. A. Mazzoni, Collana Saggi stranieri, Rizzoli, Milano, 1993, ISBN 978-88-17-84246-4, pp. 196.
- Françoise Giroud - Bernard-Henri Lévy, Gli uomini e le donne. Una donna e un uomo parlano d'amore, trad. F. Ascari, Collana Varia saggistica straniera, Rizzoli, Milano, 1994, ISBN 978-88-17-84303-4, pp. 224.
- Mio carissimo amore... (Mon tres cher amour), trad. Dianella Selvatico Estense, Collana Piccola Scala stranieri, Rizzoli, Milano, 1995, ISBN 978-88-17-67033-3, pp. 128.
- Storia di una donna libera, a cura e con una prefazione di Alix De Saint-André, Collana I Narratori delle tavole, Neri Pozza, Vicenza, 2014, ISBN 978-88-545-0768-5, pp. 217.